# Brezovo, Litija
Brezovo je naselje v Občini Litija.